# محمود إبراهيم
محمود إبراهيم هو مصارع هاوي مصري، ولد في 24 نوفمبر 1937.

## وصلات خارجية
- محمود إبراهيم على موقع أوليمبيديا (الإنجليزية)